# Pselnophorus poggei
Pselnophorus poggei ist eine Art aus der Familie der Federmotten (Pterophoridae). Sie kommt in der Ukraine, Südrussland, Iran und Kleinasien vor.
Pselnophorus poggei wurde 1862 von Josef Johann Mann unter dem Namen Oxyptilus brachydactylus var. poggei erstbeschrieben. Er betrachtete sie „wenn nicht als eigene Art, dann jedenfalls eine interessante Lokalvarietät“ die er im Juni in einer Grasreichen, mit Kastanienbäumen bewachsenen Schlucht fand. Weiterhin vermerkte er „ziemlich selten“. Terra typica ist die Gegend um Bursa (Brussa), Hauptstadt der türkische Provinz Bursa im Westen von Kleinasien.
1987 beschrieb Aleksei Konstantinovich Zagulyaev Pselnophorus borzhomi. Er hielt Pselnophorus poggei für eine Unterart von Pselnophorus heterodactylus und sah für Pselnophorus borzhomi eine „große Ähnlichkeit mit dieser“, hielt Pselnophorus borzhomi jedoch für eine „gute Art“. Genitalvergleiche zeigten jedoch, dass Pselnophorus borzhomi vollständig mit Pselnophorus poggei übereinstimmt und somit ein Synonym von Pselnophorus poggei ist. Das Typusexemplar von Pselnophorus borzhomi wurde zudem von Christoph bereits als brachydactylus var. poggei bestimmt.

## Merkmale
Nach Manns Erstbeschreibung unterscheidet sich die Art von Pselnophorus heterodactyla (Oxyptilus brachydactylus) durch die dunkel graubraune Grundfarbe und das, nach seinen Worten, grelle weiß der Zeichnung auf Flügel und Fransen.